# خنفروش
خَنْفَروش أو خَمْفَروش هو حلوى من الحلويات الخليجية المشهورة. المواد الرئيسة لتحضير الخنفروش هي دقيق الرز ودقيق القمح والسكر والبيض والماء، تُخلط وتُمزج المواد لتكوين معجون ثم يوضع في دهن مغلي لقليه. هناك مواد أخرى يتم إضافتها إلى مزيج الخنفروش حسب الذوق والرغبة كالحليب والزعفران والهيل وماء الورد و حديثا الفانيلا.

## المعلومات الغذائية
تحتوي كل حبة من الخنفروش على 63 سعرة حرارية تقريباً، 1 جرام بروتين، 8.5 جرام كربوهيدرات، و 3 جرام دهون.